# Gladys Bentley
Gladys Bentley (Filadelfia, Pensilvania,12 de agosto de 1907- Los Ángeles, 18 de enero de 1960) fue una cantante de blues estadounidense que perteneció al movimiento cultural afroamericano conocido como Renacimiento de Harlem.

## Biografía
Bentley nació en una familia humilde de Filadelfia, Pensilvania, la mayor de los cuatro hijos del afroamericano George L. Bentley y su esposa, natural de Trinidad, Mary Mote.
Desde muy temprana edad desafió las normas de género y feminidad. Era más grande que las otras niñas y prefería usar la ropa de su hermano antes que vestidos, blusas y faldas, tal comportamiento hizo que sus compañeros de clase la molestaran y su propia familia la excluyera. Tiempo después diría que soñaba con enamorar a sus profesoras de primaria, antes de entender el alcance de tales sentimientos. El comportamiento de Bentley era visto como anormal y "desagradable", lo que llevó a sus padres a llevarla al médico en busca de solución. Los psiquiatras catalogaron su comportamiento como "extrema inadaptación social" debido al pobre ambiente donde vivía.
A los dieciséis años abandonó Filadelfia por Harlem, impresionando a un agente de Broadway que de inmediato le propuso que grabara ocho canciones y un cheque de 400 dólares. A inicios de la década de los veinte debutó como cantante, pianista y animadora en uno de los locales más conocidos del ambiente gay de Harlem, llamado "Clam House", que como otros locales vendía alcohol violando la ley seca, estos locales eran conocidos como speakeasy. Actuaba, con sus 130 kilos y vistiendo esmoquin blanco y sombrero de copa, junto a un coro de travestis. Cantaba con voz profunda letras escabrosas con música de canciones populares, mientras coqueteaba con las mujeres del público. A veces se presentaba con el nombre de Bobby Minton.
En 1933 intentó trasladar su espectáculo a Broadway, pero se recibieron muchas quejas sobre sus "actuaciones lascivas", lo que provocó que la policía cerrara los lugares donde actuaba, viéndose obligada a regresar a Harlem en 1934, donde actuó en el Club Ubangui hasta su cierre en 1937.
Con el fin de la ley seca que provocó el cierre de muchos locales speakeasy, se trasladó al sur de California, donde intentó continuar su carrera musical actuando en clubes nocturnos gays, aunque nunca consiguió tanto éxito como antes. Fue a menudo objeto de hostigamiento por vestir ropa masculina. Ella declaraba haberse casado con una mujer blanca en Atlantic City.
El 15 de mayo de 1958  apareció como concursante en el programa televisivo You Bet Your Life, conversando con el anfitrión Groucho Marx antes de tocar el piano y cantar Them There Eyes.
Bentley que se declaró abiertamente lesbiana en los inicios de su carrera, durante la época McCarthy, empezó a usar vestidos, y en sus últimos años se acercó a la iglesia evangélica y estudió para ser predicadora, declarando haber sido "curada" tomando hormonas femeninas.
Murió repentinamente, a los 52 años de edad, de neumonía en 1960.